# World Fashion Centre

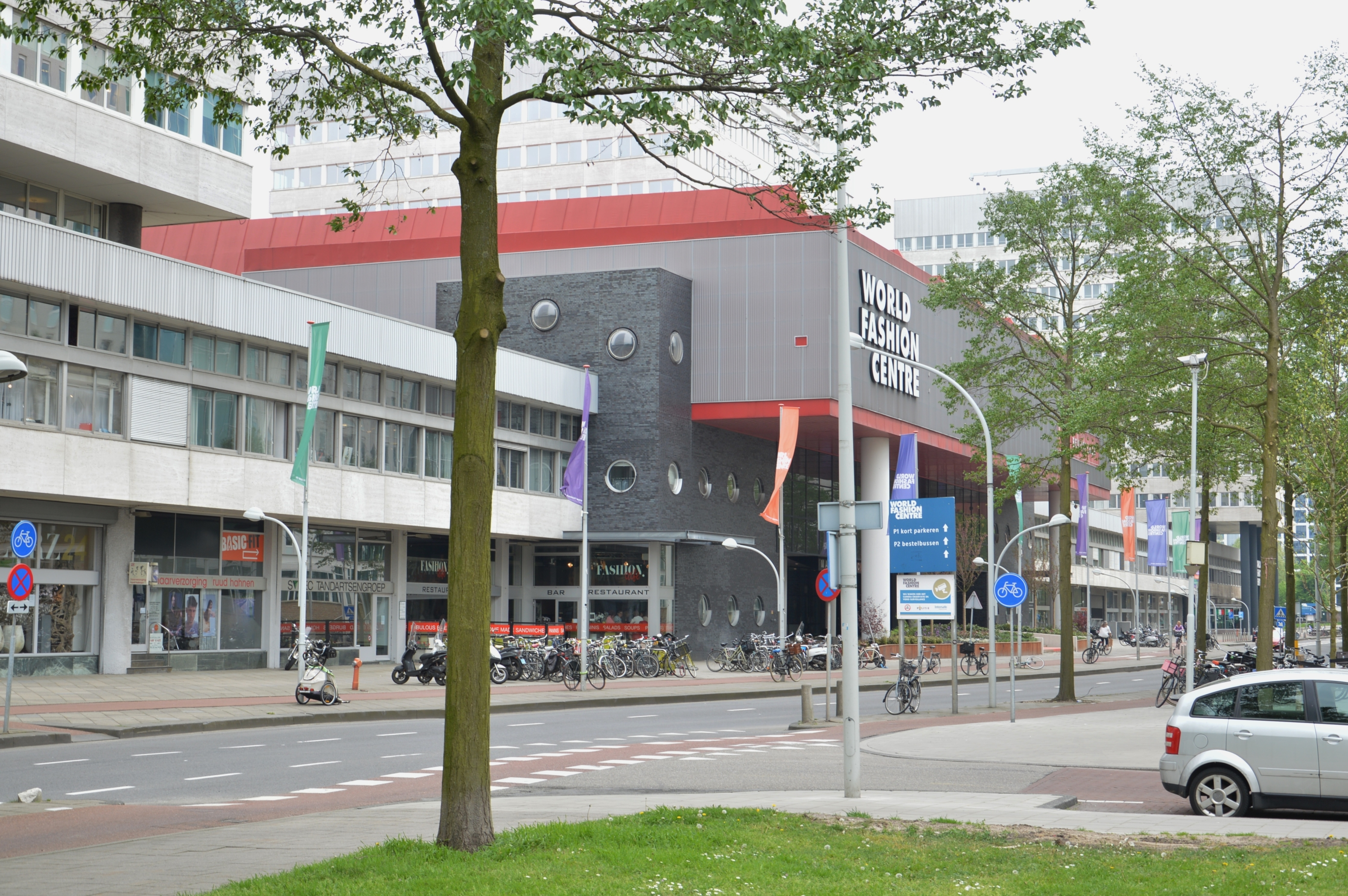
Hoofdingang World Fashion Centre.

Het World Fashion Centre (WFC) is een gebouwencomplex aan het Koningin Wilhelminaplein in Amsterdam, langs de ringweg A10. In het WFC is een groot aantal kledingproducenten, -inkopers, -verkopers en -ontwerpers gevestigd. Het WFC beschrijft zichzelf als het grootste modehandelscentrum ter wereld, met meer dan 400 showrooms en vele nationale en internationale merken en labels. Ook voorziet het gebouw de Universiteit van Amsterdam van tentamenzalen.
Het complex bestaat uit drie torens:
- Toren 1 (1968), 17 etages (68 m)
- Toren 2 (1968), 11 etages (45.1 m)
- Toren 3 (1977), 13 etages (52.1 m)

Het WFC omvat ook een parkeergarage. Een vierde toren van het complex (de KLM-toren) is niet onderdeel van het WFC. In juli 2005 werd een beurshal van 3500 m2 toegevoegd waar grote vakbeurzen plaatsvinden voor de mode- en confectieindustrie. Deze WFC Beursplaza bevindt zich boven de centrale hal, tussen toren 1 en 2.

## Geschiedenis

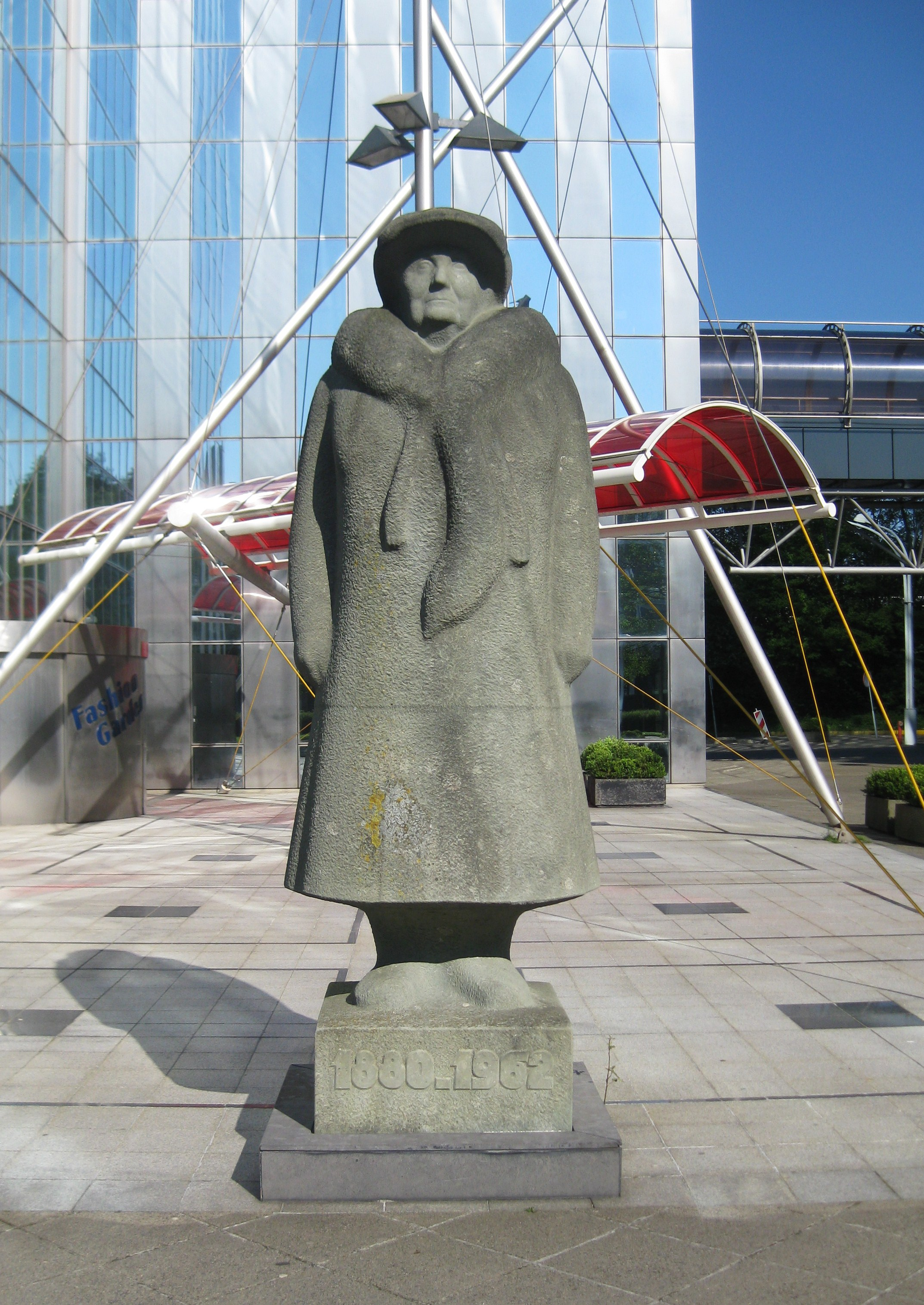
Beeld van Koningin Wilhelmina gemaakt door Nico Onkenhout

Het WFC stond oorspronkelijk bekend als het Confectiecentrum. Het werd geopend door Prins Bernhard op 28 maart 1968. Voor het gebouw staat een standbeeld van Koningin Wilhelmina.

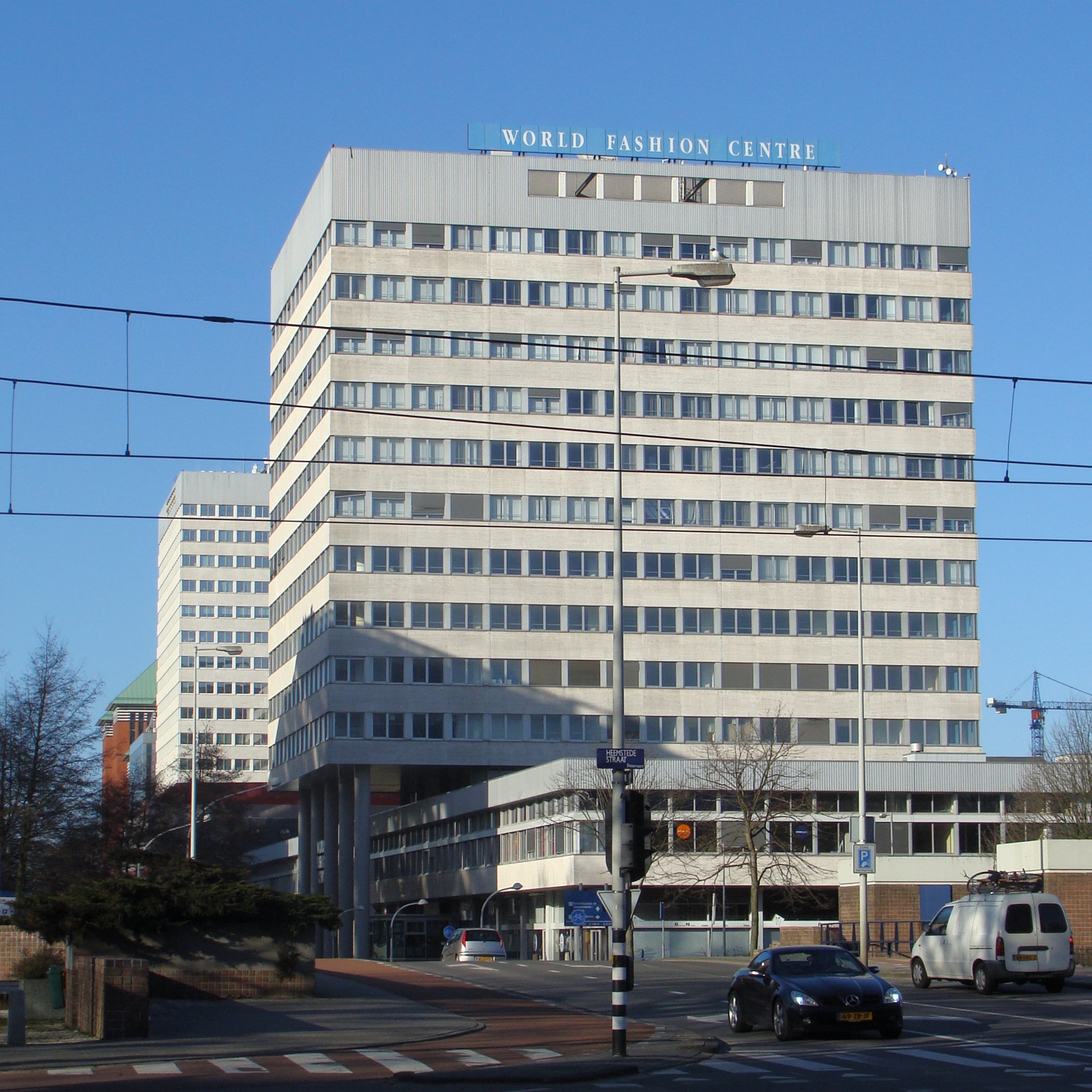
Toren 3 van het World Fashion Centre, gezien vanaf de Heemstedestraat.

De in 2004 vermoorde vastgoedhandelaar Willem Endstra was een van de eigenaren van het WFC van 2000 tot 2003, toen het complex verkocht werd aan een aantal Zwitserse investeerders voor naar schatting 145 miljoen euro.

### Aanslagen en politie-inval
In 2011 werden drie aanslagen gepleegd op winkels in het World Fashion Centre. Op 30 mei werd een aantal kogels afgevuurd op de pui van Balli Mode, en op 20 juni werd in dezelfde winkel een granaat naar binnen gegooid. Op 30 juni werd een granaat binnengegooid bij Popsy Fashion. Bij deze laatste explosie werd 53.000 euro aan contant geld de straat op geslingerd. Dit geld bleek te zijn ingenaaid in een jurk.
De politie deed in augustus 2011 een inval in toren 3 van het WFC, in samenwerking met opsporingsambtenaren van onder meer de Belastingdienst, de Arbeidsinspectie en de Vreemdelingenpolitie. In toren 3, zijn veel Pakistaanse en Indiase ondernemers gevestigd. De inval volgde op het onderzoek na de drie aanslagen, die volgens politie en justitie met conflicten over ondergronds bankieren (hawalabankieren) te maken hadden. Volgens de politie werd een aantal ondernemingen in het WFC gebruikt als dekmantel voor hawalabankieren.
Zestien bedrijven werden gecontroleerd tijdens de inval. Zes winkeliers werden gearresteerd, waarvan drie op verdenking van betrokkenheid bij het illegaal bankieren. Bij een van de ondernemers in toren 3, wiens winkel en woning doorzocht werd, werd 840.000 euro contant geld en geldtelmachines gevonden.